# Frontière entre l'Autriche et la Slovénie
La frontière entre l'Autriche et la Slovénie est la frontière internationale intégralement terrestre séparant ces deux pays, membres de l'Union européenne, l'Autriche au nord et la Slovénie au sud. C'est l'une des frontières intérieures de l'espace Schengen. Beaucoup de contrôles aux frontières sont faits avec des dispositifs de sécurité très poussés

## Description

### Généralités
Cette frontière est globalement axée d'est vers l'ouest et mesure 330 km. Son parcours est essentiellement montagneux à travers les Alpes.
Il s'agit de la 5e plus longue frontière internationale de l'Autriche (qui en compte 8) et la 2e de la Slovénie (sur 4). Au niveau international, il s'agit de la 212e plus longue frontière terrestre.

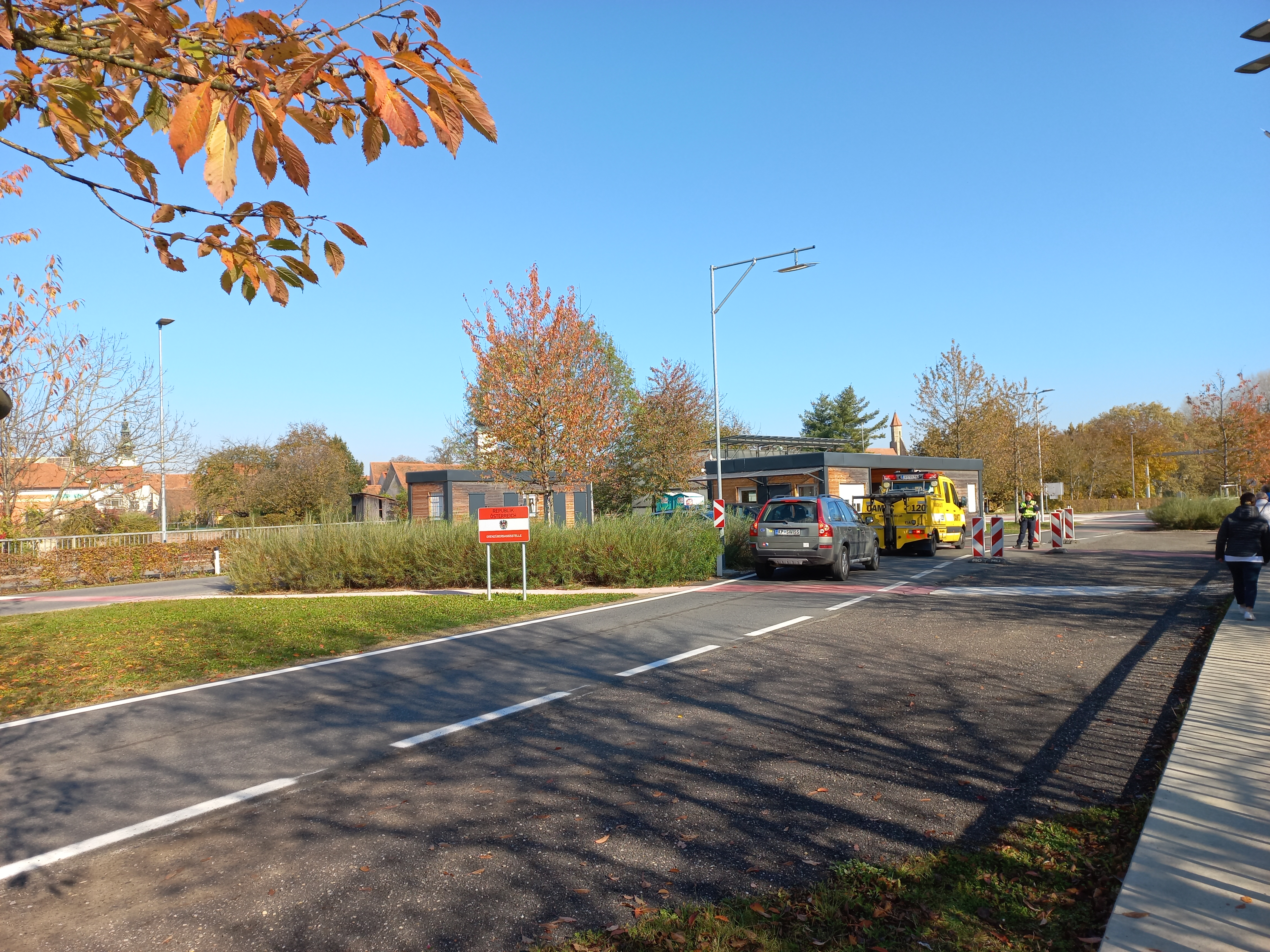
Le poste-frontière de Bad Radkersburg en 2021.

### Extrémité ouest

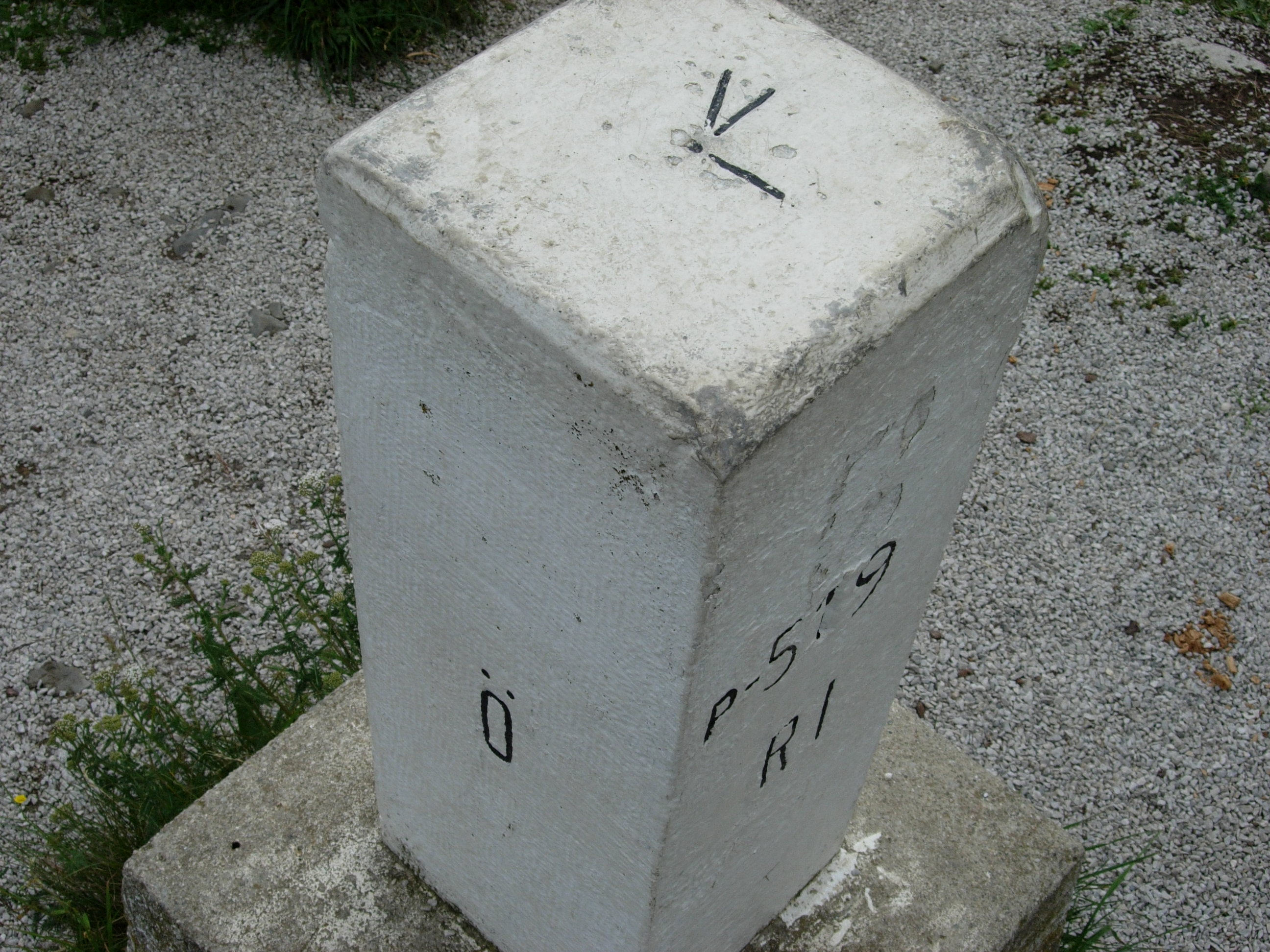
Borne frontière marquant le tripoint Autriche-Italie-Slovénie, photographiée depuis l'Autriche.

À son extrémité ouest, la frontière débute au tripoint entre l'Autriche, l'Italie et la Slovénie (46° 31′ 23″ N, 13° 42′ 51″ E). La frontière entre l'Autriche et l'Italie se poursuit à l'ouest, celle entre l'Italie et la Slovénie au sud. L'intersection des trois frontières a lieu au sommet de l'Ofen, à environ 1 500 m d'altitude. Il s'agit de l'une des zones de rencontre entre les Europe germanique, latine et slave.
Les villes et villages entourant le tripoint sont Arnoldstein du côté autrichien, Tarvisio du côté italien et Rateče (commune de Kranjska Gora) du côté slovène.
Un monument triangulaire situé du côté autrichien à faible distance du tripoint commémore l'intersection des frontières.

### Extrémité est

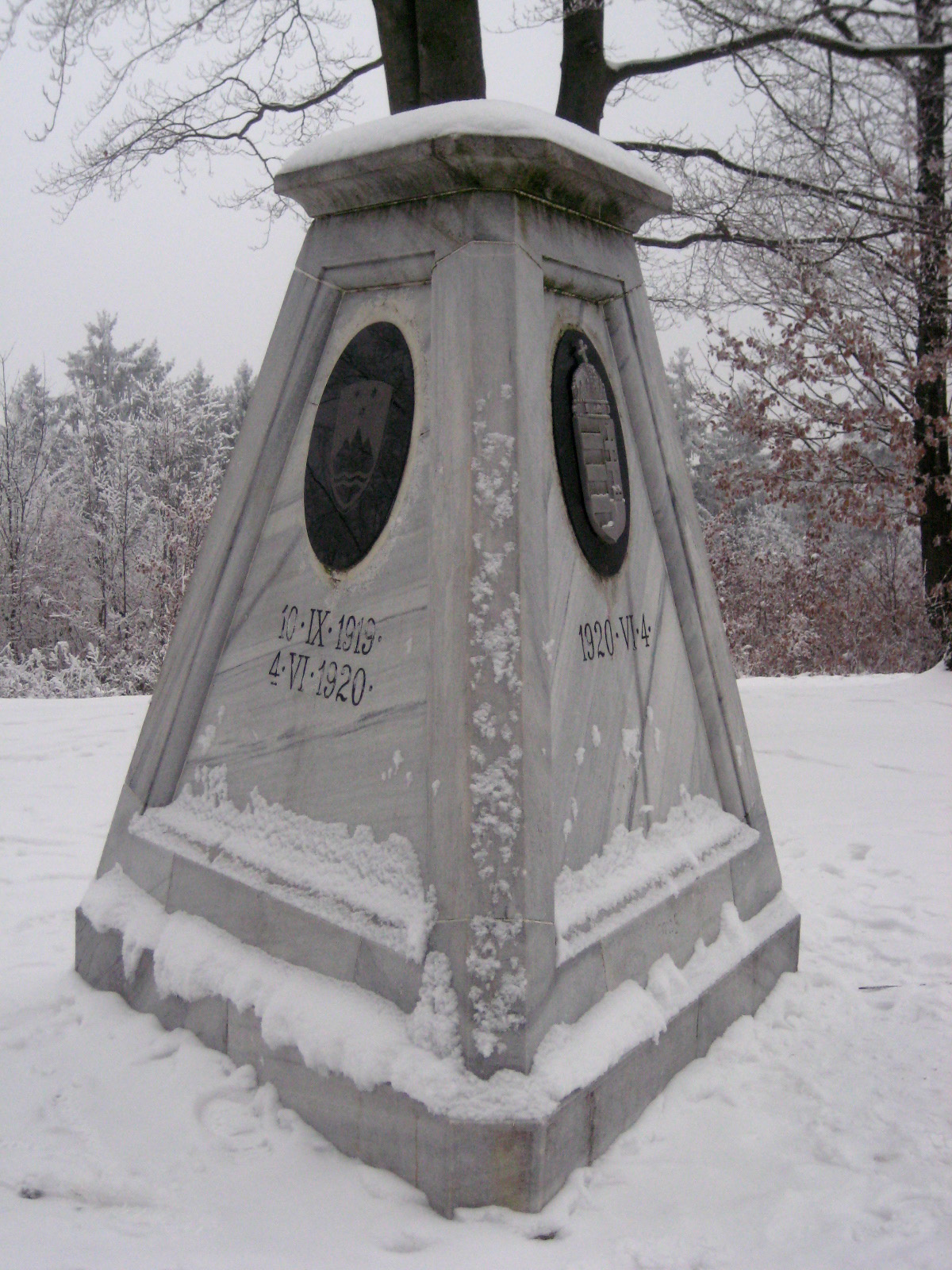
Monument commémorant le tripoint où se rejoignent l'Autriche, la Slovénie et la Hongrie, à l'extrémité est de la frontière.

À son extrémité est, la frontière se termine au tripoint entre l'Autriche, la Hongrie et la Slovénie (46° 52′ 09″ N, 16° 06′ 48″ E). La frontière entre l'Autriche et la Hongrie se poursuit au nord-est, celle entre la Hongrie et la Slovénie au sud-est. Les villes et villages les plus proches sont Trdkova (commune de Kuzma) du côté slovène, Felsőszölnök du côté hongrois et Tauka (municipalité de Minihof-Liebau, district de Jennersdorf) du côté autrichien.
À peu de distance du tripoint, l'intersection des frontières est commémorée par un monument. De forme tétraédrique tronquée, chaque face de celui-ci porte les armoiries d'un des trois pays. La face autrichienne porte également la mention « 10•IX•1919 », c'est-à-dire le 10 septembre 1919, date de signature du traité de Saint-Germain-en-Laye. La face hongroise mentionne le « 4•VI•1920 », soit le 4 juin 1920, signature du traité de Trianon. La face slovène mentionne ces deux dates.
Le tripoint est accessible du côté austro-slovène par un sentier binational : la frontière entre les deux pays passe au milieu de ce chemin.

## Histoire
Avant la Première Guerre mondiale, le territoire de l'actuelle Slovénie fait partie de l'Autriche-Hongrie. La fin du conflit se traduit par l'intégration du territoire slovène au royaume des Serbes, Croates et Slovènes. La frontière entre le royaume et l'Autriche est établie par le traité de Saint-Germain-en-Laye. Le cas du duché de Carinthie, région frontalière peuplée de germanophones et de Slovènes est réglé par le référendum de Carinthie du 10 octobre 1920 qui décide de son rattachement à l'Autriche. Une partie de cette région est annexée d'office à la Slovénie à l'issue de la guerre, elle forme de nos jours la Carinthie slovène.
À la suite de l'Anschluss en 1938, la limite devient la frontière entre la Yougoslavie et l'Allemagne jusqu'au démembrement du royaume après son invasion par les forces de l'Axe en 1941. Le Reich occupe alors le nord de la Slovénie et prévoit d'annexer certaines régions frontalières dont les habitants sont expulsés et remplacés par des colons allemands. 
Après la Seconde Guerre mondiale et durant la guerre froide, la frontière marque une partie du Rideau de fer séparant le bloc de l'ouest du bloc de l'est. Rejetant les revendications yougoslaves sur la Carinthie autrichienne où vit une minorité slovène, les Alliés décident de conserver l'intégrité territoriale du territoire autrichien d'avant 1938 et confirment le tracé de la frontière par le traité d'État autrichien de 1955,. 
En 1991, la Slovénie proclame son indépendance, une guerre d'indépendance de dix jours (27 juin - juillet) s'ensuit, opposant les forces slovènes à l'Armée populaire yougoslave (JNA). Les postes-frontières séparant la Slovénie de l'étranger sont l'un des enjeux du conflit. Dès le 25 juin, les Slovènes les sécurisent afin d'éviter que la Slovénie se retrouve isolée. Aux premiers jours de la guerre, la JNA parvient à prendre la majorité des postes-frontières avec l'Autriche mais vers la fin du conflit se replie, ce qui permet aux Slovènes d'en reprendre le contrôle. L'Autriche reconnait l'indépendance slovène et le tracé de la frontière n'est pas remis en question. 
Depuis l'adhésion de la Slovénie à l'espace Schengen le 21 décembre 2007, les contrôles à la frontière ont été levés.
Le mardi 28 octobre 2015, l'Autriche annonce vouloir y ériger une barrière de quatre kilomètres environ pour stopper l'arrivée de réfugiés.

## Chronologie
La chronologie ci-dessous résume les principales dates concernant la frontière. 
- 29 octobre 1918 : déclaration d'indépendance de l'État des Slovènes, Croates et Serbes et création de fait d'une frontière internationale.
- 12 novembre 1918 : proclamation de la république d'Autriche allemande.
- 1er décembre 1918 : l'État des Slovènes, Croates et Serbes devient le royaume des Serbes, Croates et Slovènes.
- 10 septembre 1919 : signature du traité de Saint-Germain-en-Laye, entérinant la création des deux pays et donc de leur frontière commune.
- 21 octobre 1919 : ratification du traité de Saint-Germain-en-Laye par l'Autriche ; création de la première république d'Autriche.
- 10 octobre 1920 : référendum de Carinthie et rattachement de la majeure partie de l'ancien duché de Carinthie à l'Autriche.
- 3 octobre 1929 : le royaume des Serbes, Croates et Slovènes devient le royaume de Yougoslavie.
- 12 mars 1938 : annexion de l'Autriche par l'Allemagne. La frontière devient celle entre l'Allemagne et la Yougoslavie.
- Avril 1941 : invasion de la Yougoslavie par les troupes de l'Axe ; suppression de fait de la frontière.
- 1945 : la frontière délimite la république fédérative socialiste de Yougoslavie et les zones d'occupation britanniques et soviétiques en Autriche.
- 15 mai 1955 : signature du traité d'État autrichien et fin de l'occupation de l'Autriche. La frontière est confirmée dans son tracé d'avant-guerre.
- 25 juin 1991 : indépendance de la Slovénie.

## municipalités frontalières et passages routiers
| Autriche   | Autriche         | Autriche                                | Autriche                                  |                                                     | Slovénie               | Slovénie               | Slovénie             |
| Land       | District         | Commune                                 | Frontière                                 |                                                     | Frontière              | Commune                | Région statistique   |
| Hongrie    | Hongrie          | Hongrie                                 | Hongrie                                   | Hongrie                                             | Hongrie                | Hongrie                | Hongrie              |
| ---------- | ---------------- | --------------------------------------- | ----------------------------------------- | --------------------------------------------------- | ---------------------- | ---------------------- | -------------------- |
| Burgenland | Jennersdorf      | Sankt Martin an der Raab                |                                           |                                                     |                        | Kuzma (Bonisdorf)      | Pomurska (Murgebiet) |
| Burgenland | Jennersdorf      | Minihof-Liebau                          |                                           |                                                     |                        | Kuzma (Bonisdorf)      | Pomurska (Murgebiet) |
| Burgenland | Jennersdorf      | Neuhaus am Klausenbach                  |                                           |                                                     |                        | Kuzma (Bonisdorf)      | Pomurska (Murgebiet) |
| Burgenland | Jennersdorf      | Rogašovci (Reissen)                     |                                           |                                                     |                        |                        | Pomurska (Murgebiet) |
| Styrie     | Südoststeiermark | Sankt Anna am Aigen                     |                                           |                                                     |                        |                        | Pomurska (Murgebiet) |
| Styrie     | Südoststeiermark | Sankt Anna am Aigen                     | K u t s c h e n i t z a                   |                                                     |                        |                        | Pomurska (Murgebiet) |
| Styrie     | Südoststeiermark | Klöch                                   |                                           |                                                     |                        |                        | Pomurska (Murgebiet) |
| Styrie     | Südoststeiermark | Cankova (Kaltenbrunn)                   |                                           |                                                     |                        |                        | Pomurska (Murgebiet) |
| Styrie     | Südoststeiermark | Bad Radkersburg                         |                                           |                                                     |                        |                        | Pomurska (Murgebiet) |
| Styrie     | Südoststeiermark | Tišina                                  |                                           |                                                     |                        |                        | Pomurska (Murgebiet) |
| Styrie     | Südoststeiermark |                                         |                                           |                                                     |                        |                        | Pomurska (Murgebiet) |
| Styrie     | Südoststeiermark |                                         | M u r                                     |                                                     | Radenci (Bad Radein)   |                        | Pomurska (Murgebiet) |
| Styrie     | Südoststeiermark | Gornja Radgona (Oberradkersburg)        | M u r                                     |                                                     |                        |                        | Pomurska (Murgebiet) |
| Styrie     | Südoststeiermark | Apače (Abstall)                         | M u r                                     |                                                     |                        |                        | Pomurska (Murgebiet) |
| Styrie     | Südoststeiermark | Halbenrain                              | M u r                                     |                                                     |                        |                        | Pomurska (Murgebiet) |
| Styrie     | Südoststeiermark | Mureck                                  | M u r                                     |                                                     |                        |                        | Pomurska (Murgebiet) |
| Styrie     | Südoststeiermark |                                         | M u r                                     |                                                     | Šentilj (Sankt Egidi)  | Podravska (Draugebiet) |                      |
| Styrie     | Leibnitz         | Straß in Steiermark                     | M u r                                     |                                                     | Šentilj (Sankt Egidi)  | Podravska (Draugebiet) |                      |
| Styrie     | Leibnitz         | Straß in Steiermark                     | A l p e s d e L a v a n t a l             |                                                     | Šentilj (Sankt Egidi)  | Podravska (Draugebiet) |                      |
| Styrie     | Leibnitz         | Straß in Steiermark                     | Kungota (Sankt Kunigund)                  |                                                     |                        | Podravska (Draugebiet) |                      |
| Styrie     | Leibnitz         | Ehrenhausen an der Weinstraße           |                                           |                                                     |                        | Podravska (Draugebiet) |                      |
| Styrie     | Leibnitz         | Gamlitz                                 |                                           |                                                     |                        | Podravska (Draugebiet) |                      |
| Styrie     | Leibnitz         | Leutschach an der Weinstraße            |                                           |                                                     |                        | Podravska (Draugebiet) |                      |
| Styrie     | Leibnitz         | Maribor (Marburg an der Drau)           |                                           |                                                     |                        | Podravska (Draugebiet) |                      |
| Styrie     | Leibnitz         | Selnica ob Dravi (Zellnitz an der Drau) |                                           |                                                     |                        | Podravska (Draugebiet) |                      |
| Styrie     | Leibnitz         |                                         |                                           | Podvelka (Podwölling)                               | Koroška (Unterkärnten) |                        |                      |
| Styrie     | Leibnitz         | Oberhaag                                |                                           | Podvelka (Podwölling)                               | Koroška (Unterkärnten) |                        |                      |
| Styrie     | Leibnitz         | Radlje ob Dravi (Mahrenberg)            |                                           |                                                     | Koroška (Unterkärnten) |                        |                      |
| Styrie     | Deutschlandsberg | Eibiswald                               |                                           |                                                     | Koroška (Unterkärnten) |                        |                      |
| Styrie     | Deutschlandsberg | Eibiswald                               | Muta (Hohenmauthen)                       |                                                     | Koroška (Unterkärnten) |                        |                      |
| Styrie     | Deutschlandsberg | Eibiswald                               | Dravograd (Unterdrauburg)                 |                                                     | Koroška (Unterkärnten) |                        |                      |
| Carinthie  | Wolfsberg        | Lavamünd                                |                                           |                                                     | Koroška (Unterkärnten) |                        |                      |
| Carinthie  | Wolfsberg        | Lavamünd                                | D r a v e                                 |                                                     | Koroška (Unterkärnten) |                        |                      |
| Carinthie  | Völkermarkt      | Neuhaus                                 |                                           | K a r a w a n k e n u n d B a c h e r g e b i r g e | Koroška (Unterkärnten) |                        |                      |
| Carinthie  | Völkermarkt      | Neuhaus                                 | Ravne na Koroškem (Gutenstein in Kärnten) | K a r a w a n k e n u n d B a c h e r g e b i r g e | Koroška (Unterkärnten) |                        |                      |
| Carinthie  | Völkermarkt      | Neuhaus                                 | Prevalje (Prävali)                        | K a r a w a n k e n u n d B a c h e r g e b i r g e | Koroška (Unterkärnten) |                        |                      |
| Carinthie  | Völkermarkt      | Bleiburg                                |                                           | K a r a w a n k e n u n d B a c h e r g e b i r g e | Koroška (Unterkärnten) |                        |                      |
| Carinthie  | Völkermarkt      | Mežica (Miessdorf)                      |                                           | K a r a w a n k e n u n d B a c h e r g e b i r g e | Koroška (Unterkärnten) |                        |                      |
| Carinthie  | Völkermarkt      | Feistritz ob Bleiburg                   |                                           | K a r a w a n k e n u n d B a c h e r g e b i r g e | Koroška (Unterkärnten) |                        |                      |
| Carinthie  | Völkermarkt      | Črna na Koroškem (Schwarzenbach)        |                                           | K a r a w a n k e n u n d B a c h e r g e b i r g e | Koroška (Unterkärnten) |                        |                      |
| Carinthie  | Völkermarkt      | Eisenkappel-Vellach                     |                                           | K a r a w a n k e n u n d B a c h e r g e b i r g e | Koroška (Unterkärnten) |                        |                      |
| Carinthie  | Völkermarkt      |                                         |                                           | K a r a w a n k e n u n d B a c h e r g e b i r g e | Solčava (Sulzbach)     | Savinjska (Sanngebiet) |                      |
| Carinthie  | Völkermarkt      |                                         |                                           | K a r a w a n k e n u n d B a c h e r g e b i r g e | Jezersko (Seeland)     | Gorenjska (Oberkrain)  |                      |
| Carinthie  | Völkermarkt      | Tržič (Neumarktl)                       |                                           | K a r a w a n k e n u n d B a c h e r g e b i r g e |                        | Gorenjska (Oberkrain)  |                      |
| Carinthie  | Klagenfurt-Land  | Zell                                    |                                           | K a r a w a n k e n u n d B a c h e r g e b i r g e |                        | Gorenjska (Oberkrain)  |                      |
| Carinthie  | Klagenfurt-Land  | Ferlach                                 |                                           | K a r a w a n k e n u n d B a c h e r g e b i r g e |                        | Gorenjska (Oberkrain)  |                      |
| Carinthie  | Klagenfurt-Land  | Žirovnica (Scheraunitz)                 |                                           | K a r a w a n k e n u n d B a c h e r g e b i r g e |                        | Gorenjska (Oberkrain)  |                      |
| Carinthie  | Klagenfurt-Land  | Feistritz im Rosental                   |                                           | K a r a w a n k e n u n d B a c h e r g e b i r g e |                        | Gorenjska (Oberkrain)  |                      |
| Carinthie  | Klagenfurt-Land  | Jesenice (Assling)                      |                                           | K a r a w a n k e n u n d B a c h e r g e b i r g e |                        | Gorenjska (Oberkrain)  |                      |
| Carinthie  | Villach-Land     | Sankt Jakob im Rosental                 |                                           | K a r a w a n k e n u n d B a c h e r g e b i r g e |                        | Gorenjska (Oberkrain)  |                      |
| Carinthie  | Villach-Land     | Sankt Jakob im Rosental                 | Kranjska Gora (Kronau)                    | K a r a w a n k e n u n d B a c h e r g e b i r g e |                        | Gorenjska (Oberkrain)  |                      |
| Carinthie  | Villach-Land     | Finkenstein am Faaker See               |                                           | K a r a w a n k e n u n d B a c h e r g e b i r g e |                        | Gorenjska (Oberkrain)  |                      |
| Carinthie  | Villach-Land     | Arnoldstein                             |                                           | K a r a w a n k e n u n d B a c h e r g e b i r g e |                        | Gorenjska (Oberkrain)  |                      |
| Italie     |                  |                                         |                                           |                                                     |                        |                        |                      |